# Наркулова, Зулайха
Зулайха Наркулова — советский хозяйственный, государственный и политический деятель, Герой Социалистического Труда.

## Биография
Родилась в 1937 году в Самаркандской области. Член КПСС.
С 1954 года — на хозяйственной, общественной и политической работе. В 1954—1985 гг. — колхозница колхоза имени Ахунбабаева Паҳтачийского района, агроном-энтомолог, секретарь Пахтакорского райкома партии, председатель правления колхоза имени Ахунбабаева, первый секретарь Пахтачийского райкома КП Узбекистана.
Указом Президиума Верховного Совета СССР от 11 января 1957 года присвоено звание Героя Социалистического Труда с вручением ордена Ленина и золотой медали «Серп и Молот».
Делегат XXIII съезда КПСС.
Избиралась депутатом Верховного Совета Узбекской ССР 9 и 10-го созыва.
Живёт в Узбекистане.